# Colombey-les-Deux-Églises
Colombey-les-Deux-Églises település Franciaországban, Haute-Marne megyében. Lakosainak száma 352 fő (2018. január 1.). Colombey-les-Deux-Églises Lignol-le-Château, Rouvres-les-Vignes, Guindrecourt-sur-Blaise, Juzennecourt, Marbéville, Montheries, Rennepont, Rizaucourt-Buchey, Bayel, Beurville, Curmont, Daillancourt, Lachapelle-en-Blaisy és Lamothe-en-Blaisy községekkel határos.

## Népesség
A település népességének változása:
| Lakosok száma | 665  | 358  | 747  | 351  | 352  |
|               | 2013 | 2015 | 2016 | 2017 | 2018 |